# Monocentrus fulgens
Monocentrus fulgens är en insektsart som beskrevs av Boulard 1971. Monocentrus fulgens ingår i släktet Monocentrus och familjen hornstritar. Inga underarter finns listade i Catalogue of Life.